# Paralimnetis rapax
Paralimnetis rapax är en kräftdjursart som beskrevs av Gurney 1931. Paralimnetis rapax ingår i släktet Paralimnetis och familjen Lynceidae. Inga underarter finns listade i Catalogue of Life.